# شاخص زیست‌محیطی

نمونه‌ای از یک شاخص زیست‌محیطی: روند ناهنجاری‌های دمایی جهان در ۱۵۰ سال گذشته به عنوان شاخص تغییر اقلیم

شاخص‌های زیست‌محیطی یا نمایانگر زیست‌محیطی (به انگلیسی: Environmental indicator)، معیارهای ساده‌ای هستند که به ما می‌گویند در محیط پیرامون ما چه اتفاقی رخ می‌دهد. از آنجایی که محیط بسیار پیچیده‌است، شاخص‌ها روشی کاربردی‌تر و مقرون‌به‌صرفه‌تر برای ردیابی وضعیت محیطی نسبت به زمانی است که بخواهیم هر متغیر ممکن را در محیط ثبت کنیم. به عنوان مثال، غلظت مواد تخریب‌کنندهٔ ازن (ODS) در جو، که در طول زمان ردیابی می‌شود، شاخص خوبی با توجه به مشکلات زیست‌محیطی تخریب لایه ازن در لایه استراتوسفر است.
شاخص‌های زیست‌محیطی به روش‌های مختلفی تعریف شده‌اند، اما مضامین مشترکی وجود دارد.
"شاخص زیست‌محیطی یک مقدار عددی است که به ارائه بینشی در مورد وضعیت محیط زیست یا سلامت انسان کمک می‌کند. شاخص‌ها بر اساس اندازه‌گیری‌های کمی یا آمار شرایط محیطی که در طول زمان ردیابی می‌شوند، توسعه می‌یابند. شاخص‌های زیست‌محیطی را می‌توان در طیف گسترده‌ای از مقیاس‌های جغرافیایی، از سطح محلی گرفته تا منطقه‌ای و ملی، توسعه داد و مورد استفاده قرار داد.»